# 뮈로니데스
뮈로니데스(고대 그리스어: Μυρωνίδης 라틴어: Myronides, 생몰년 불명)는 기원전 5세기의 고대 아테나이 장군이다.

## 생애
뮈로니데스는 카리아스의 아들이다. 제1차 펠로폰네소스 전쟁에서 기원전 458년에 코린토스가 허술하게 메가라를 침공하였다. 아테나이는 아이기나에 전개해 있던 군대를 움직이지 않고 노년부대(51세 ~ 59세)와 청년부대(18세 ~ 19세)를 동원하여 뮈로니데스의 지휘를 받게 했다. 뮈로니데스 군은 코린토스 군과 호각으로 싸웠고, 진지를 고수하고 양군을 모두 끌어 올렸다. 노인들에게 비웃음을 당한 코린토스군은 12일 후에 다시 왔지만, 뮈로니데스 군에게 패배를 당했다. 그때 코린트군의 대부분은 주위를 도랑으로 둘러싼 막 다른 골목의 사유지에 들어가 버려서, 뮈로니데스 군에 포위되어 섬멸당했다.(메가라 전투)
기원전 457년의 타나그라 전투를 치른 지 62일 후 뮈로니데스가 이끄는 아테나이 군은 보이오티아를 침공하여 오이노피타 전투에서 보이오티아 군대를 이겼다. 그리고 아테나이 군은 타나그라를 함락시키고 그 성벽을 허물었다. 또한 로크리스를 굴복시켜 부유한 사람 100명을 인질로 잡았고, 포키스도 불복시켰다. 테살리아로도 진격했지만 파루사로스를 굴복시킬 수 없었다. 그러나 오이노피타 전투의 승리로 보이오티아를 아테나이의 세력 하에 두었다. 이후 뮈로니데스의 행적에 대해서는 불분명하다.

## 참고 문헌
- 디오도로스의 《비블리오테카 히스토리카》, 영어 번역
- Adkins, Lesley, and Roy A. Adkins. "Myronides." Handbook to Life in Ancient Greece, Updated Edition.